# Mathias Joseph Bluff
Mathias Joseph Bluff ( * 1805 - 1837 ) fue un botánico briólogo alemán .

## Algunas publicaciones

### Libros
- Bluff, MJ; FW Wallroth, KA Fingerhuth, KF Wilhelm. 1825. Compendium florae Germaniae. Ed. Norimbergae, I.L. Schrag, 1825-1833. 4 vols.[1]
- ----; KA Fingerhuth. 1825. Plantae phanerogamicae seu vasculosae. Ed. Norimbergae, Sumptibus I.L. Schrag
- ----. 1827. Entwicklungs-Combinationen organischer Wesen. Ed. Köln am Rhein, J.P. Bachem
- ----. 1832. Die Leistungen und Fortschritte der Medizin in Deutschland: Band I. Erster Jahrgang. Die Leistungen und Fortschritte der Medizin in Deutschland im Jahre 1832. Ed. Adamant Media. 422 pp. ISBN 0-543-88268-3
- ----; KA Fingerhuth. 1839. Index generum, specierum et synonymorum. Ed. Norimbergae : Schrag

- La abreviatura «Bluff» se emplea para indicar a Mathias Joseph Bluff como autoridad en la descripción y clasificación científica de los vegetales.[2]